# Ceuthophilus
Ceuthophilus is een geslacht van rechtvleugeligen uit de familie grottensprinkhanen (Rhaphidophoridae). De wetenschappelijke naam van dit geslacht is voor het eerst geldig gepubliceerd in 1862 door Scudder.

## Soorten
Het geslacht Ceuthophilus omvat de volgende soorten:
- Ceuthophilus abditus Hubbell, 1936
- Ceuthophilus agassizii Scudder, 1861
- Ceuthophilus apache Hubbell, 1936
- Ceuthophilus aridus Bruner, 1904
- Ceuthophilus arizonensis Scudder, 1894
- Ceuthophilus armatipes Hubbell, 1936
- Ceuthophilus baboquivariae Hubbell, 1936
- Ceuthophilus brevipes Scudder, 1862
- Ceuthophilus cacogeus Strohecker, 1951
- Ceuthophilus carolinus Hubbell, 1936
- Ceuthophilus chiricahuae Hubbell, 1936
- Ceuthophilus conicaudus Hubbell, 1936
- Ceuthophilus crassifemoris Hubbell, 1929
- Ceuthophilus divergens Scudder, 1862
- Ceuthophilus ensifer Packer, 1881
- Ceuthophilus gertschi Hubbell, 1936
- Ceuthophilus gracilipes Haldeman, 1850
- Ceuthophilus hualapai Hubbell, 1936
- Ceuthophilus hubbelli Hebard, 1939
- Ceuthophilus isletae Hubbell, 1936
- Ceuthophilus kansensis Hubbell, 1936
- Ceuthophilus lapidicola Burmeister, 1838
- Ceuthophilus latens Scudder, 1862
- Ceuthophilus latibuli Scudder, 1894
- Ceuthophilus leptopus Strohecker, 1947
- Ceuthophilus longipes Caudell, 1924
- Ceuthophilus maculatus Harris, 1835
- Ceuthophilus meridionalis Scudder, 1894
- Ceuthophilus mescalero Hubbell, 1936
- Ceuthophilus mississippi Hubbell, 1936
- Ceuthophilus mormonius Hubbell, 1936
- Ceuthophilus nevadensis Barnum, 1964
- Ceuthophilus nitens Hubbell, 1936
- Ceuthophilus osagensis Hubbell, 1936
- Ceuthophilus ozarkensis Hubbell, 1936
- Ceuthophilus pallescens Bruner, 1891
- Ceuthophilus pallidipes Walker, 1905
- Ceuthophilus pallidus Thomas, 1872
- Ceuthophilus papago Hubbell, 1936
- Ceuthophilus paucispinosus Rehn, 1905
- Ceuthophilus peninsularis Rehn & Hebard, 1914
- Ceuthophilus pima Hubbell, 1936
- Ceuthophilus pinalensis Hubbell, 1936
- Ceuthophilus rehni Hubbell, 1936
- Ceuthophilus rogersi Hubbell, 1936
- Ceuthophilus seclusus Scudder, 1894
- Ceuthophilus secretus Scudder, 1894
- Ceuthophilus spinosus Scudder, 1894
- Ceuthophilus stygius Scudder, 1861
- Ceuthophilus tenebrarum Scudder, 1894
- Ceuthophilus tinkhami Hubbell, 1936
- Ceuthophilus uhleri Scudder, 1862
- Ceuthophilus umbrosus Hubbell, 1936
- Ceuthophilus unguiculatus Hubbell, 1936
- Ceuthophilus utahensis Thomas, 1876
- Ceuthophilus variegatus Scudder, 1894
- Ceuthophilus virgatipes Rehn & Hebard, 1905
- Ceuthophilus walkeri Hubbell, 1929
- Ceuthophilus wasatchensis Hubbell, 1936
- Ceuthophilus wichitaensis Hubbell, 1936
- Ceuthophilus williamsoni Hubbell, 1934
- Ceuthophilus yavapai Hubbell, 1936
- Ceuthophilus alpinus Scudder, 1894
- Ceuthophilus carlsbadensis Caudell, 1924
- Ceuthophilus caudelli Hubbell, 1936
- Ceuthophilus cunicularis Hubbell, 1936
- Ceuthophilus deserticola Barnum, 1964
- Ceuthophilus elegans Hubbell, 1934
- Ceuthophilus fusiformis Scudder, 1894
- Ceuthophilus guttulosus Walker, 1869
- Ceuthophilus hebardi Hubbell, 1936
- Ceuthophilus inyo Hubbell, 1936
- Ceuthophilus nodulosus Brunner von Wattenwyl, 1888
- Ceuthophilus occultus Scudder, 1894
- Ceuthophilus perplexus Hubbell, 1936
- Ceuthophilus polingi Hubbell, 1936
- Ceuthophilus silvestris Bruner, 1886
- Ceuthophilus umbratilis Hubbell, 1936
- Ceuthophilus vicinus Hubbell, 1936
- Ceuthophilus californianus Scudder, 1862
- Ceuthophilus fissicaudus Hubbell, 1936
- Ceuthophilus fossor Hubbell, 1936
- Ceuthophilus genicularis Saussure & Pictet, 1897
- Ceuthophilus hesperus Hubbell, 1936
- Ceuthophilus lamellipes Rehn, 1907
- Ceuthophilus latipes Scudder, 1894
- Ceuthophilus wheeleri Hubbell, 1936